# Радомир Константиновић (антологијска едиција)
Радомир Константиновић је седамдесет осма штампана књига десетог кола у антологијској едицији Десет векова српске књижевности, објављена 2019. године у издању Издавачког центра Матице Српске у Новом Саду.

## Антологијска едиција
Књига Радомир Константиновић је седамдесет осма књига објављена у едицији Десет векова српске књижевности и преставља део пројекта од националног значаја који је започет у Издавачком центру Матице Српске 2007. године. Књигу је приредио Радивој Цветићанин, док је главни и одговорни уредник едиције српски књижевник и академик Миро Вуксановић.
Као и свака књига у Антологијиској едицији уз одабране текстове има предговор, хронологију живота и рада писца, библиографски прилог, напомене приређивача и изабрани текст критичара. Књига је у једнообразној опреми, у тврдом повезу, прикладног облика и обима, на тонираном папиру, уз електронску верзију (ЦД) с одговарајућим дизајном и заштитом.
У десетом колу антологијске едиције Десет векова српске књижевности који чини 10 књига, осим књиге Радомир Константиновић (књ. 78), објављене су и Александар Пишчевић, Сава Текелија, Анка Обреновић (књ. 19), Павле Соларић, Јован Дошеновић, Јован Пачић (књ. 23), Јован Хаџић, Јован Суботић, Василије Суботић (књ. 27), Лазар Комарчић, Пера Тодоровић (књ. 37), Милован Глишић, Радоје Домановић (књ. 39), Милорад Павић (књ. 81), Новица Тадић (књ. 100), Знакови поред пута Иве Андрића (књ. 115) и Аница Савић Ребац (књ. 119).

## О књизи
У књизи се налазе два Константиновићева дела Декартова смрт, настало 1996. године, и Бекет пријатељ 2000. године. Аутор је сматрао да ове две књиге траба да се објаве заједно. Његова изјава у одређеном смислу обавезује издаваче да та дела заједно штампају, а она гласи:
То је комплементарно твојој Декартовој смрти, и то толико да су Декартова смрт и Бекет пријатељ једна књига.
Бекет пријатељ су део писама Семјуела Бекета које је аутор успео да сачува. Нека писма су изгубљена, а већи део је уништен у Константиновићевој ровиљској кући. Семјуел Бекет и аутор су се срели у Паризу 1957. године, а њихова преписка је трајала петнаест година. Константиновић се вратио том пријатељству и написао књигу Бекет пријатељ и на тај начин га сачувао од заборава.
У делу књиге о Радомиру Константиновићу налази се текст ауторке Бранке Арсић под насловом Дуго путовање у Трст.